# Hippocamelus sulcatus
Hippocamelus sulcatus es una especie extinta de la familia de los cérvidos ubicada en el género Hippocamelus cuyas especies vivientes son denominadas comúnmente huemules o tarucas. Habitó durante el Pleistoceno en llanuras de baja altitud en el centro-este del Cono Sur de Sudamérica.  

## Taxonomía
Descripción original
Esta especie fue fundada en 1882 —sobre un cuerno incompleto con la bifurcación correspondiente—, por el naturalista, arqueólogo, antropólogo, paleontólogo y geólogo argentino Florentino Ameghino; recién fue descrita, de manera sucinta, en el año 1888 (bajo el número 20) realizando una descripción completa un año después.
Localidad tipo
La especie se fundó con restos recogidos en sedimentos del bonaerense de la orilla del río Areco, norte de la provincia de Buenos Aires, centro-este de la Argentina.
Etimología
Etimológicamente, el término genérico Hippocamelus se construye con palabras del idioma griego, en donde: hippos significa ‘caballo’ y kamelos es ‘camello’. El sacerdote, naturalista, geógrafo y cronista chileno abate Juan Ignacio Molina, describió al huemul del sur (Hippocamelus bisulcus) como un animal a mitad de camino de un caballo y un guanaco, un eslabón intermedio entre los cuadrúpedos rumiantes y los solípedos. El epíteto específico sulcatus es un adjetivo neutro que viene de la palabra en latín sulcus, que significa ‘con surcos’ o ‘estriado’.

### Historia taxonómica
En la publicación de Florentino Ameghino del año 1888, a continuación de la descripción de esta especie, describe los rasgos de otra nueva especie (bajo el número 21) colectada en las barrancas del río Luján cerca de Olivera (provincia de Buenos Aires) a la que denominó Cervus seleniticus, teniendo como ejemplar tipo gran parte de un cráneo con ambos cuernos, cada uno de estos con la rama posterior entera y con la anterior quebrada en su porción basal. El análisis de la descripción y las figuras publicadas por Ameghino permitió deducir que ambas especies pertenecen a un mismo taxón, siendo las diferencias encontradas apenas las esperables variaciones individuales intraespecíficas. En el año 1893, Richard Lydekker transfirió a ambas a la denominación de Cariacus seleniticus y en 1898 a la de Mazama selenitica.
En el año 1922, el doctor Eduardo Carette sinonimiza a Furcifer sulcatus Ameghino 1889 y a Furcifer seleniticus Ameghino 1889 en Hippocamelus sulcatus.
En el año 2001, Adriana Nora Menegaz asigna a Cervus latus como un sinónimo más moderno de Hippocamelus sulcatus; una década después, María Alejandra Alcaraz lo considera solo cf. Hippocamelus, bajo el argumento de que no posee ningún rasgo diagnóstico, sin embargo, en 2019 Nicolás Roberto Chimento, José Ignacio Zuccari, José María Marchetto y Lorena Berbach lo regresan a la sinonimia de H. sulcatus, por la presencia de dos de los rasgos característicos de la especie.

## Distribución, hábitat y procedencia estratigráfica
Los restos de este cérvido fueron recuperados en el centro-este y nordeste de la Argentina, en el oeste de Uruguay y en el sur de Brasil.

### Localidades de la Argentina

#### Provincia de Buenos Aires
En Buenos Aires fue colectado en estratos del Pleistoceno medio (SALMA Bonaerense).
- Junín Olivera (partido homónimo). El ejemplar es el MLS 242, consiste en un fragmento proximal de asta. Fue encontrado en una barranca del río Salado, a pocos metros de su intersección con la Ruta Nacional 7, en una capa verdosa, asignada al Miembro Guerrero de la Formación Luján.[13]

- Olivera (partido de Luján). El ejemplar es el MACN-A 1119 (tipo de Cervus latus Ameghino, 1889). Fue colectado en estratos correspondientes a la parte superior del Lujanense, Miembro Guerrero de la Formación Luján (Pleistoceno Tardío).[14]

Otros restos bonaerenses asignados a este cérvido de la Formación Pampeana (edad Bonaerense) están depositados en la colección del Departamento Científico Paleontología de Vertebrados del museo de ciencias naturales de La Plata (MLP) Facultad de Ciencias Naturales y Museo (Universidad Nacional de La Plata), ubicado en la ciudad homónima, capital de la provincia argentina de Buenos Aires. Son el MLP 9-23 (plastotipo de un asta de Furcifer sulcatus Ameghino, 1889) cuyo holotipo se encuentra en el Museo de Historia Natural de París y el MLP 9-11, consistente en un cráneo casi completo el cual conservó parte de sus astas y de su dentición (ejemplar tipo de Furcifer seleniticus Ameghino, 1889), el cual fue recogido de la orilla del río Luján, provincia de Buenos Aires.

#### Provincia de Corrientes
En Corrientes se cuenta con un espécimen que al morir habría tenido una edad de entre 2 y 3 años, del cual se preservó gran parte del esqueleto poscraneal y del cráneo con ambas astas (espécimen catalogado como CTES-PZ 7494). Se exhumó en las barrancas del arroyo Toropí, cerca de la ciudad de Bella Vista (en el departamento homónimo) en sedimentos adjudicados a la Formación Toropí, referidos al Pleistoceno tardío (SALMA Lujanense), con una antigüedad de entre 50 000 y 35 000 años AP.

#### Provincia de Entre Ríos
En Entre Ríos se obtuvo material de sedimentos del río Gualeguay, el que fue tentativamente asignado a la Formación Arroyo Feliciano (Pleistoceno tardío), el cual fue identificado como perteneciente al género Hippocamelus. El ejemplar es un asta derecha completa, grácil, con su ceratoforo.

#### Provincia de Córdoba
En Córdoba se obtuvo el material MUFyCA 324, el cual consiste en ceratóforo derecho con porción de asta, que conservó sólo el origen de la bifurcación. Fue extraído de estratos asignados al Ensenadense cuspidal ubicados en la ribera del río Anizacate, en un punto ubicado a 800 metros aguas abajo del puente de la ruta que comunica la ciudad de Córdoba con la de Río Cuarto. Hay ciertas dudas respecto a su asignación.

### Localidades del Uruguay

#### Departamento de Soriano
En el departamento de Soriano fue encontrado en sedimentos depositados durante el Pleistoceno.

#### Departamento de Río Negro
En el departamento de Río Negro fue encontrado en sedimentos depositados durante el Pleistoceno.

### Localidades de Brasil
En Brasil, la especie fue recolectada solo en la región sur. Los restos asignados a esta especie para el estado de Pernambuco, fueron sinonimizados con Morenelaphus.

## Características
Hippocamelus sulcatus es diagnosticada particularmente mediante la combinación de caracteres de sus astas: su superficie exhibe profundos surcos longitudinales, muy marcados, sobre todo a nivel del pedúnculo; el asta se bifurca desde la base, sin pedúnculo o formando uno corto; presenta una rama anterior y otra posterior, cilíndrico-comprimidas en sentido transversal.
Los ejemplares jóvenes se distinguen por la ausencia de los surcos profundos longitudinales muy marcados, los que son típicos de los adultos.
Respecto a su relación con las especies vivientes del género Hippocamelus, H. sulcatus estaría más relacionada con H. antisensis  (la taruca) ya que ambas presentan varias semejanzas anatómicas.

## Hábitos
Hippocamelus sulcatus vivió en hábitats de llanuras de tierras bajas con vegetación abierta o semiabierta. En el lapso temporal de depositación de los estratos en que fue exhumada la especie en la provincia de Corrientes, las condiciones climático-ambientales inferidas responden a más húmedas y cálidas que las actuales, con un paisaje abierto dominado por pastizales con vegetación arbórea dispersa. En cambio, en el lapso temporal en que habitó en la provincia de Buenos Aires, el clima inferido era frío y árido, es decir, más relacionado al ambiente en que vive la viviente taruca.
Es poco lo que se sabe sobre los hábitos de vida que tuvo este cérvido desaparecido; podrían haber sido similares a los de las dos especies vivientes congenéricas (H. antisensis e H. bisulcus) los que habitan en la cordillera de los Andes o sus inmediaciones y se alimentan de plantas suculentas, hierbas, gramíneas, hojas de árboles y arbustos e incluso líquenes.